# Festival del cinema di Porretta Terme
Il Festival del cinema di Porretta Terme, più brevemente conosciuto come FCP, è una manifestazione che si svolge a Porretta Terme, in provincia di Bologna.

## La nascita
La manifestazione, nata nel 2002 per volontà dell'amministrazione comunale di Porretta Terme, si inserisce nel solco della tradizione della Mostra internazionale del cinema libero, svolta a Porretta Terme dal 1960 al 1985.
Tale storica manifestazione si caratterizzò, all'epoca, come uno dei più importanti festival alternativi della scena cinematografica nazionale. La Mostra organizzò, fra l'altro, le anteprime di Ultimo tango a Parigi e de La classe operaia va in paradiso.
Le prime edizioni del nuovo corso del Festival assumono la struttura di una approfondita monografia dedicata ad un celebre regista della scena nazionale e internazionale, al termine della quale l'autore, per l'occasione insignito di un premio alla carriera, partecipa ad un convegno-intervista aperto al pubblico e alla stampa.
A partire dal 2012 il programma del festival trasforma la propria struttura, introducendo progressivamente nuove sezioni ed eventi speciali.
Tra gli eventi principali della manifestazione si annoverano il premio del pubblico Fuori dal giro e, dal 2019, il premio nazionale Elio Petri.

## Le prime 10 edizioni: dal 2002 al 2011
La prima edizione, tenuta dal 25 al 30 novembre 2002, ha visto la proiezione di pellicole dei registi Zhang Yuan, Samira Makhmalbaf e Aleksandr Sokurov, aderenti al progetto FABRICA Cinema diretto da Marco Müller e la consegna al premio alla carriera al regista Marco Bellocchio.
La seconda edizione, tenuta dal 24 al 29 novembre 2003, ospita il regista italiano Francesco Rosi, a cui è stato dedicato, prima della consegna del premio alla carriera, un convegno-intervista a cui hanno partecipato, fra gli altri, Marco Tullio Giordana, Tullio Kezich, Pasquale Scimeca, Francesco Maselli e Sergio Cofferati. Durante l'evento è stato proiettato il docufilm Il cineasta e il labirinto di Roberto Andò, ispirato alla vita e all'opera di Francesco Rosi.
L'edizione 2004, che si è svolta dal 22 al 29 novembre, ha visto la partecipazione del regista inglese Ken Loach e la presentazione, in anteprima nazionale, di Un bacio appassionato, pellicola dello stesso regista britannico.
L'edizione 2005, tenuta dal 1 al 7 dicembre, è stata dedicata al regista russo Nikita Mikhalkov.
Il 2006 vede un primo omaggio dedicato a Pupi Avati, dal 28 al 30 marzo, regista bolognese storicamente amico di Porretta Terme, nei cui dintorni ha girato diverse pellicole. Il secondo appuntamento dell'anno, dal 1 al 7 dicembre, ha visto l'omaggio al regista inglese Alan Parker.
L'edizione 2007 ha ospitato, con una retrospettiva a lui dedicata, il maestro Mario Monicelli, presente e premiato a Porretta il 7 dicembre.
L'edizione 2008 ha celebrato la filmografia del regista israeliano Amos Gitai.
Nel dicembre 2009 il Festival ha ospitato il filmaker greco, naturalizzato francese, Constantin Costa Gavras.
Nel 2011, ospite della decima edizione del Festival, è stato il regista francese Bertrand Tavernier che ha ricevuto il premio alla carriera il 23 gennaio, in occasione dell'anteprima nazionale de La princesse de Montpensier.

## Premio nazionale Elio Petri
Il premio Elio Petri è nato, nel 2019, per ricordare il grande regista e la sua opera, in occasione dei 90 anni dalla nascita, alla luce del sodalizio che lo ha legato alla Mostra internazionale del Cinema Libero. 
Elio Petri, durante tutta la vita, della manifestazione porrettana è stato storico amico e sostenitore, prima da partecipante e in seguito da giurato e ospite d'onore.
A Porretta Terme, in occasione dell'edizione del 1971,  è stata proiettata l'anteprima mondiale de La classe operaia va in paradiso,  opera successivamente premiata con la Palma d'oro a Cannes, nell'edizione del 1972.
Il Premio, presentato in anteprima alla Festa del Cinema di Roma, è stato realizzato con l’intento di valorizzare e promuovere la conoscenza di un maestro del cinema rimosso dalla memoria collettiva e culmina nel riconoscimento annuale ad are un’opera contemporanea in cui è evidente il lascito della eredità autoriale del regista romano, per ciò che concerne tema e linguaggio cinematografico.
La prima edizione del premio è stata assegnata, nel dicembre del 2019, da una giuria presieduta da Walter Veltroni e composta da Steve Della Casa, David Grieco, Giacomo Manzoli, Giuliano Montaldo, Alfredo Rossi e Paola Pegoraro Petri.
Le altre opere selezionate, tra i film di finzione italiani usciti in Italia della stagione 2018-2019, sono state A mano disarmata di Claudio Bonivento, La terra dell'abbastanza dei Fratelli D'Innocenzo, La paranza dei bambini di Claudio Giovannesi, Non sono un assassino di Andrea Zaccariello, Il traditore di Marco Bellocchio e Ride di Valerio Mastandrea.

## Una nuova stagione
Nel 2011 l'amministrazione comunale di Porretta Terme ha deciso di dare maggiore impulso alla manifestazione, demandandone sviluppo e realizzazione ad un organismo indipendente.
Nel giugno del 2011 si è costituita l'Associazione Porretta Cinema, il cui scopo principale è la realizzazione della manifestazione cinematografica. 
Nel 2013 si inaugura la prima edizione del Concorso Fuori dal Giro. Nel 2019 viene celebrata la prima edizione del Premio Nazionale dedicato al grande regista Elio Petri. L'edizione del 2020, per la prima volta nella storia della manifestazione, è stata trasmessa in streaming anche sulla piattaforma cinematografica del sito Mymovies.it.

### XI edizione- 2012
La XI edizione si è svolta dal 26 febbraio al 4 marzo 2012, ed è stata dedicata al cinema di Carlo Mazzacurati. Tra gli eventi speciali un convegno dedicato a Lorenza Mazzetti,  già premiata a Porretta Terme nel 1962 per il soggetto cinematografico dedicato alla sua vicenda biografica successivamente pubblicato con il titolo Il cielo cade e la premiazione di Ivan Cotroneo per il suo film d'esordio La kryptonite nella borsa.

### XII edizione - 2013
la XII edizione si è svolta nella primavera del 2013 e ha introdotto per la prima volta il concorso Fuori dal Giro,  dedicato al cinema invisibile, ricomprendendo in questa categoria tutto il cinema di qualità che dispone di scarse occasioni distributive. Il concorso vede l'assegnazione del Premio del pubblico assegnato proprio dal pubblico in sala che al termine della visione può assegnare un punteggio da 1 a 5 per indicare il proprio gradimento.

#### PREMI

##### Rassegna Monografica -  premio alla carriera
- Giuseppe Tornatore, già vincitore del premio Oscar al miglior film in lingua straniera nel 1990 con il film Nuovo Cinema Paradiso.

##### Concorso Fuori dal giro - I edizione
- Alì ha gli occhi azzurri, film diretto da Claudio Giovannesi - Premio del pubblico;
- Bellas mariposas, film diretto da Salvatore Mereu;
- I giorni della vendemmia, film diretto da Marco Righi;
- Sette opere di misericordia, film diretto da Gianluca e Massimiliano De Serio;

### XIII edizione - 2014

#### PREMI

##### Rassegna Monografica -  premio alla carriera
Ferzan Opzetek, regista, sceneggiatore e scrittore turco naturalizzato italiano.

##### Concorso Fuori dal giro - II edizione
- La prima neve, film diretto da Andrea Segre - Premio del pubblico;
- Via Castellana Bandiera, film diretto da Emma Dante;
- Salvo, film diretto da Fabio Grassadonia e Antonio Piazza;
- Come il vento, film diretto da Marco Simon Puccioni;

### XIV edizione - 2015

#### PREMI

##### Rassegna Monografica -  premio alla carriera
Francesca Archibugi, registra e sceneggiatrice italiana.

##### Concorso Fuori dal giro - Premio del pubblico - III edizione
- Last Summer, film diretto da Leonardo Guerra Seràgnoli -  premio del pubblico;
- N-Capace, film diretto da Eleonora Danco;
- Fino a qui tutto bene, film diretto da Roan Johnson;
- Senza nessuna pietà, film diretto da Michele Alhaique;

### XV edizione - 2016
In questa edizione il concorso Fuori dal Giro raddoppia. Entra infatti un secondo premio assegnato da una giuria di giovani studenti che seguiranno le proiezioni in sala con il resto del pubblico ma che potranno approfondire la conoscenza con gli autori e avere momenti dedicati al confronto fra loro per assegnare il Premio Giuria Giovani al completamento della visione dei film in concorso. L'edizione è poi sempre più ricca di eventi oltre al concorso.

#### PREMI

##### Rassegna Monografica -  premio alla carriera
Roberto Faenza, regista e sceneggiatore italiano;

##### Concorso Fuori dal giro - IV edizione
- La vita possibile, film diretto da Ivano De Matteo - Premio del pubblico (IV edizione) ;
- Mia madre fa l'attrice, film diretto da Mario Balsamo;
- La macchinazione, film diretto da David Grieco - Premio Giuria Giovani "Acqua Cerelia" (I edizione);
- Piuma, film diretto da Roan Johnson;

#### Eventi speciali
- Un bacio experience, proiezione aperta alle scuole del territorio del film Un bacio alla presenza del regista Ivan Cotroneo, promosso dal MIUR;
- Incontro con Lorenza Mazzetti, artista poliedrica, storica amica della Mostra internazionale del cinema libero di Porretta Terme, con annessa proiezione di Perché sono un genio! Lorenza Mazzetti, di Steve Della Casa e Stefano Frisari;
- Anteprima del film il mago di Oz, film di Victor Fleming nella versione restaurata dal laboratorio L'immagine ritrovata della cineteca di Bologna;

### XVI edizione - 2017

#### PREMI

##### Rassegna Monografica -  premio alla carriera
Silvano Agosti, regista e sceneggiatore italiano;

##### Concorso Fuori dal giro - V edizione
- Una famiglia, film diretto da Sebastiano Riso - Premio del pubblico (V edizione);
  - Micaela Ramazzotti - Premio Giuria Giovani "Acqua Cerelia" (II edizione)[15]
- I figli della notte, film diretto da Andrea De Sica;
- Cuori puri, film diretto da Roberto de Paolis;
- Gli asteroidi, film diretto da Germano Maccioni;

#### Eventi speciali
- Il cinema diffuso, anteprima del festival con proiezione di Tutto quello che vuoi, film diretto e presentato in sala da Francesco Bruni presso il cinema nuovo di Vergato;
- Cinema & scuola, proiezione per gli studenti delle scuole di Sicilian Ghost Story in presenza dell'attore Filippo Luna;
- Omaggio a Ida Galli,  proiezione di alcuni suoi film e incontro pubblico con l'attrice;
- Uno sguardo sul cinema europeo, anteprima nazionale di Wild Maus, film diretto da Josef Hader, presentata in concorso alla 67ª edizione del Festival internazionale del cinema di Berlino;

### XVII edizione - 2018

#### PREMI

##### Rassegna Monografica -  premio alla carriera
Daniele Luchetti, regista, sceneggiatore e attore cinematografico italiano.

##### Concorso Fuori dal giro - VI edizione
- Saremo giovani e bellissimi, film diretto da Letizia Lamartire - Premio del pubblico (VI edizione);
- Manuel, film diretto da Dario Albertini;
- Sembra mio figlio, film diretto da Costanza Quatriglio;
- Menocchio, film diretto da Alberto Fasulo;
- Arrivederci Saigon, film diretto da Wilma Labate - Premio Giuria Giovani (III edizione);

#### Eventi speciali
- Mostra fotografica, dedicata a Elio Petri
- Cinema & scuola, proiezione per gli studenti delle scuole di Zen sul ghiaccio sottile in presenza della regista Margherita Ferri;
- Omaggio a Florinda Bolkan;
- Uno sguardo altrove, proiezione del film My name is Adil, diretto da Adil Azzab, Andrea Pellizzer e Magda Rezene;
- Incontro-intervista a Isabella Ragonese
- FCP incontra Sedicicorto, proiezione di cortometraggi, All these creatures di Charles Williams e Fino alla fine di Giovanni Dota;
- Proiezione speciale del film Go Home - A casa loro diretto da Luna Gualano e scritto da Emiliano Rubbi;

### XVIII edizione - 2019
La grande novità della 18ª edizione del Festival è la comparsa della prima edizione del Premio Nazionale Elio Petri, in onore del grande regista scomparso nel lontano 1982.

#### PREMI

##### Rassegna Monografica -  premio alla carriera
Abel Ferrara, regista, sceneggiatore e attore cinematografico statunitense.

##### Concorso Fuori dal giro - VII edizione
- Rosa, film diretto da Katja Colja;
- Solo cose belle, film diretto da Kristian Gianfreda - Premio Giuria Giovani (IV edizione);
- Sole, film diretto da Carlo Sironi - Premio del Pubblico (VII edizione);
- Il mangiatore di pietre, film diretto da Nicola Bellucci tratto dall'omonimo romanzo di Davide Longo;
- Tony Driver, film diretto da Ascanio Petrini;

##### Premio nazionale Elio Petri - I edizione
- Il traditore, film diretto da Marco Bellocchio;
- Menzione speciale al regista Citto Maselli.

#### Eventi speciali
- Mostra fotografica, dedicata a Gian Maria Volonté.

### XIX edizione - 2020

#### PREMI

##### Rassegna Monografica -  premio alla carriera
Marco e Antonio Manetti, in arte Manetti Bross, fratelli romani, registi registi, sceneggiatori, produttori cinematografici e direttori della fotografia italiani, famosi per il loro stile esplosivo.

##### Concorso Fuori dal giro - VIII edizione
- Dio salvi la regina, film diretto da Andrés Arce Maldonado;
- Letto numero 6, film diretto da Milena Cocozza;
- La regola d'oro, film diretto da Alessandro Lunardelli - Premio del Pubblico (VIII edizione);
- Buio, film diretto da Emanuela Rossi - Premio Giuria Giovani (V edizione);
- Simple Women, film diretto da Chiara Malta;

##### Premio nazionale Elio Petri - II edizione
- Hammamet, film diretto da Gianni Amelio (pari merito);
- Volevo nascondermi, film diretto da Giorgio Diritti (pari merito);
- Menzione speciale all'attore Andrea Sartoretti.

#### Eventi speciali
- Mostra fotografica, dedicata a Giulietta Masina;
- Uno sguardo altrove, proiezione del film Focus, Grama regia di Pjer Žalica;
- Omaggio a Enzo Biagi per i 100 anni dalla sua nascita, proiezione della puntata "Enzo Biagi le grandi interviste - Enzo Biagi e gli amici dello spettacolo";
- Per La prima volta di, proiezione del film Fuga del regista Pablo Larraín;
- Incontri musicali: Pino Marino presenta l'album Tilt, Oblivion presentano il Oblivion mini show.

### XX edizione - 2021

#### PREMI

##### Rassegna Monografica -  premio alla carriera
Gianni Amelio, regista e sceneggiatore italiano.

##### Concorso Fuori dal giro - IX edizione
- Fortuna, film diretto da Nicolangelo Gelormini - Premio Giuria Giovani (VI edizione);
- Hands of god, film diretto da Riccardo Romani e prodotto da Alfonso Cuarón;
- La santa piccola, film diretto da Silvia Brunelli - Premio del Pubblico (IX edizione);
- Occhi blu, film diretto da Michela Cescon;
- Polvere, film diretto da Antonio Romagnoli;

##### Premio nazionale Elio Petri - III edizione
- I giganti, film diretto da Bonifacio Angius;
- Al regista Alfonso Cuarón il Premio Speciale Elio Petri

#### Eventi speciali
- Uno sguardo altrove, proiezione del film Once were humans regia di Goran Vojinović;
- Per La prima volta di, proiezione del film Solo con tu pareja (1991) del regista Alfonso Cuarón;
- Per Focus Emilia-Romagna proiezione dei film: Let's Kiss di Filippo Vendemmiati dedicato a Franco Grillini; Il mostro della cripta di Daniele Misischia; Per Lucio di Pietro Marcello

### XXI edizione - 2022

#### PREMI

##### Rassegna Monografica -  premio alla carriera
Emanuele Crialese, regista e sceneggiatore italiano.

##### Concorso Fuori dal giro - X edizione
- Acqua e anice, film diretto da Corrado Ceron - Premio del pubblico (X edizione);
- Settembre, film diretto da [Giulia Steigerwalt] - Premio Giuria Giovani (VII edizione);
- Rue Garibaldi, film diretto da [Federico Francioni - Premio della Critica (I edizione);
- El Nido, film diretto da [Mattia Temponi]
- Margini, film diretto da [Niccolò Falsetti]
- Spaccaossa, film diretto da [Vincenzo Pirrotta]

##### Premio nazionale Elio Petri - IV edizione
- Piccolo corpo, film diretto da Laura Samani;
- All’attore Fabrizio Gifuni il Premio Speciale Elio Petri
- Al critico Jean Antoine Gilli il Premio Speciale Elio Petri

#### Eventi speciali
- Uno sguardo altrove, proiezione del film ‘’Além de Nòs – Beyound ourselves’’ regia del brasiliano ‘’Rogério Rodrigues’’;
- Per La prima volta di, proiezione del film ‘’It’s Impossible to Learn to Plow by Reading Books’’ del regista texano Richard Stuart Linklater.
- Per Focus Emilia-Romagna proiezione dei film: ‘’Il giovane corsaro’’ di Emilio Marrese; ‘’Io e spotty’’ di Cosimo Gomez; ‘’Le favolose’’ di RobertoTorre.

### XXII edizione - 2023
La XXII edizione si svolge dal 2 al 10 dicembre 2023.

#### PREMI

##### Rassegna Monografica -  premio alla carriera
Roberto Andò, regista, sceneggiatore, scrittore e direttore artistico italiano

##### Concorso Fuori dal giro - XI edizione
- Anna, regia di Marco Amenta - Premio del pubblico (XI edizione) e Premio della Critica (II edizione);
- Le proprietà dei metalli, regia di Antonio Bigini
- About Last Year, regia Dunja Lavecchia, Beatrice Surano, Morena Terranova
- Le mie ragazze di carta, regia di Luca Lucini - Premio Giuria Giovani (VII edizione);
- Quanno chiove, regia di Mino Capuano
- Il vento soffia dove vuole, regia di Marco Righi

##### Premio nazionale Elio Petri - V edizione
- Come pecore in mezzo ai  lupi, film diretto da Lyda Patitucci;
- Al regista Matteo Garrone il Premio Speciale Elio Petri
- Al critico cinematografico Gian Piero Brunetta il Premio Speciale Elio Petri

#### Eventi speciali
- Uno sguardo altrove, proiezione del film Exodus regia del libanese Abbe Hassan;
- Per La prima volta di, proiezione del film Occident del regista romeno Cristian Mungiu.
- Per i film Anniversari: i 50 anni de La provinciale, regia di Mario Soldati (1953); i 40 anni di Una gita scolastica (1983) di Pupi Avati e di Tu mi turbi (1983) di Roberto Benigni; prevista anche la proiezione di Roma nuda (nella sezione film classici), regia di Giuseppe Ferrara (2012) – ritirato[19]